# هوغو روداليغا

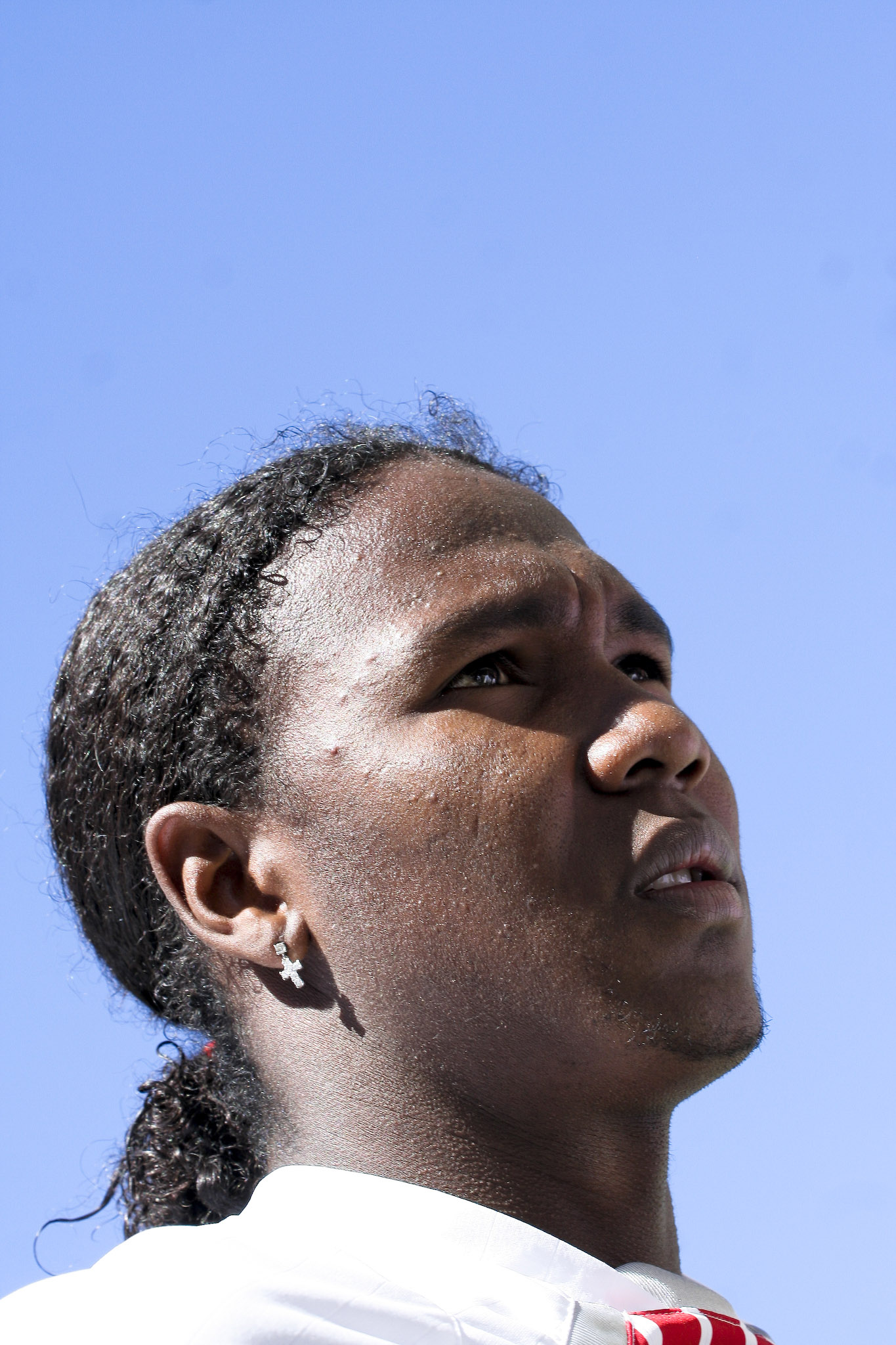
هوغو روداليغا

هوغو روداليغا (بالإسبانية: Hugo Rodallega)‏ (مواليد 25 يوليو 1985 في كارميلو - كولومبيا) لاعب كرة قدم كولومبي يلعب حاليا لصالح نادي الدرجة الممتازة ويجان أتلتيك الإنجليزي منذ 2008 في مركز المهاجم كما يجيد اللعب في مركز الجناح .

## روابط خارجية
- هوغو روداليغا على موقع الاتحاد الدولي (مؤرشف)  (الإنجليزية)
- هوغو روداليغا على موقع اتحاد تركيا (لاعب) (الإنجليزية)
- هوغو روداليغا على موقع قاعدة بيانات كرة القدم.إي يو (الإنجليزية)
- هوغو روداليغا على موقع ناشيونال فوتبول تيمز (الإنجليزية)
- هوغو روداليغا على موقع Soccerbase.com (لاعب) (الإنجليزية)
- هوغو روداليغا على موقع Soccerway.com (الإنجليزية)
- هوغو روداليغا على موقع عالم كرة القدم.نت (الإنجليزية)
- هوغو روداليغا على موقع كووورة
- هوغو روداليغا على موقع AS.com (الإسبانية)